# Carme Vilà i Fassier
Carme Vilà i Fassier (Rosas, Gerona, 1937) es una pianista española. Forma parte de la cuarta generación de pianistas de la familia. Empezó a estudiar a los cuatro años con Emilia Palau.

## Trayectoria
Entró en el Conservatorio Superior de Música del Liceo de Barcelona a los 12 años acabando con las máximas calificaciones y con las Medallas de Plata y Oro a los 16 años. Estudió con Béla Síki en Suiza a los 17 años. Fue finalista en el Concurso Internacional de Piano de Ginebra en 1953 y 1955. Entró en la Musik Hochschule de Viena en la Konzertfachklasse del Richard Hauser en 1959. Ganó el concurso Internacional Haydn – Schubert en Viena en 1959. Obtuvo el Reifeprühfung de la Musik Akademie de Viena con la máxima calificación en 1961. Estudió con Alfred Brendel, Paul Badura-Skoda y Jörg Demus y obtuvo un premio extraordinario en el curso Internacional que estos tres grandes pianistas impartieron en Viena en 1962. Becada y premiada por la Academia Chigiana de Siena donde realiza los cursos con Alfred Cortot y Guido Agosti.
En 1966 obtuvo la Medalla Harriet Cohen en Londres. De 1967 a 1972 fue asistente de Paul Badura-Skoda y artista residente en la Universidad de Winsconsin "Parkside" en Madison, en Estados Unidos. En este período ofreció numerosos conciertos en Sudamérica con Ruggiero Ricci. En 1977 regresó a España y obtuvo la Cátedra del Conservatorio Superior Municipal de Barcelona y fue Directora desde 1977 a 2001. Es doctora honoris causa de la Universidad de Wisconsin "Parkside", en Estados Unidos. 